# Chiesa della Santissima Annunziata del Chiappeto
La chiesa della Santissima Annunziata è un luogo di culto cattolico situato nel quartiere di San Martino, in Via Carlo Dalmazio Minoretti, nel comune di Genova nella città metropolitana di Genova. La chiesa è sede della parrocchia omonima del vicariato di San Martino - Valle Sturla dell'arcidiocesi di Genova.

## Storia e descrizione

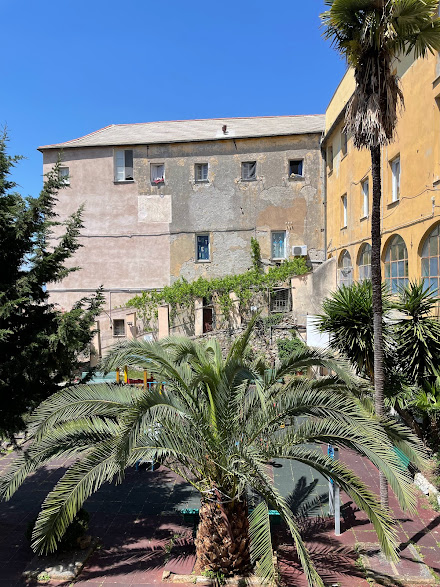
Particolare del complesso esterno

Nella zona del Chiappeto sorgeva fin dal XIV secolo una cappella dedicata al beato Elzeario da Sabrano, terziario dell'ordine dei minori, con annesso un piccolo convento.
La chiesa fu ricostruita completamente tra il 1618 e il 1625, molto più grande della precedente, con il finanziamento di Giorgio Remondini. Il complesso fu abbandonato nel 1810 per le leggi di soppressione degli ordini religiosi emanate durante la dominazione napoleonica.
Nel 1820 la chiesa subì un ridimensionamento, con il quale fu variato anche l'orientamento, conservando tuttavia la facciata e la porta originarie. Nel 1886 sotto la chiesa fu costruita una cripta per la sepoltura degli arcivescovi di Genova (vi furono sepolti gli arcivescovi Salvatore Magnasco e Tommaso Reggio, le cui salme furono in seguito traslate in altre sedi).
La chiesa del Chiappeto fu eretta in parrocchia il 19 gennaio 1987 con decreto del cardinale Giuseppe Siri del 24 settembre 1986.